# Кіяшахр (бахш)
Кіяшахр (перс. کیاشهر) — бахш в Ірані, в шагрестані Астане-Ашрафіє остану Ґілян. За даними перепису 2006 року, його населення становило 34934 особи, які проживали у складі 10510 сімей.

## Дегестани
До складу бахша входять такі дегестани:
- Дехґах
- Кіяшахр